# Phoeurng Sackona
Phoeurng Sackona (tiếng Khmer: ភឿង សកុណា, Phœăng Sâkŏna [pʰɨəŋ sakonaː]; sinh ngày 8 tháng 10 năm 1959) là học giả, kỹ sư và chính khách Campuchia, hiện là Bộ trưởng Bộ Văn hóa và Mỹ thuật. Bà là thành viên của Đảng Nhân dân Campuchia. Bà cũng là Chủ tịch Hội đồng Quản trị Viện Công nghệ Campuchia. Ngoài ra, bà còn là con dâu của cựu Bộ trưởng Bộ Văn hóa Chheng Phon.

## Thành tựu học vấn
Phoeurng Sackona đạt được thành tựu học vấn như sau:
- 2002: Tiến sĩ Khoa học Thực phẩm, Vi sinh, Đại học Burgundy.
- 1998: DEA về Vi sinh, École Nationale Supérieure de Biologie Appliquée à la Nutrition de l'Alimentation, Đại học Burgundy.
- 1987: Thạc sĩ, khoa học kỹ thuật, Viện Gubkhine ở Moskva, Liên Xô.
- 1986: Bằng kỹ sư, ngành kỹ thuật hóa học, Viện Công nghệ Campuchia.
- 1981: Bằng Tốt nghiệp Trung học Phổ thông, Phnôm Pênh, Campuchia.

## Sự nghiệp chính trị
Phoeurng Sackona lần lượt trải qua các chức vụ như sau:
- 2013–: Bộ trưởng Bộ Văn hóa và Mỹ thuật Campuchia.
- 2008–: Chủ tịch Hội đồng Quản trị, Viện Công nghệ Campuchia.
- 2008–2013: Quốc vụ khanh Bộ Giáo dục, Thanh niên và Thể thao Campuchia.
- 2003–2008: Tổng Giám đốc, Viện Công nghệ Campuchia.
- 2000–2003: Phó Tổng Giám đốc, Viện Công nghệ Campuchia.
- 1994–2000: Trưởng khoa Kỹ thuật Hóa học, Viện Công nghệ Campuchia.
- 1991–1994: Giảng viên, Viện Công nghệ Campuchia.
- 1987–1991: Nhân viên, Bộ Công nghiệp Campuchia.